# 香港電影資料館

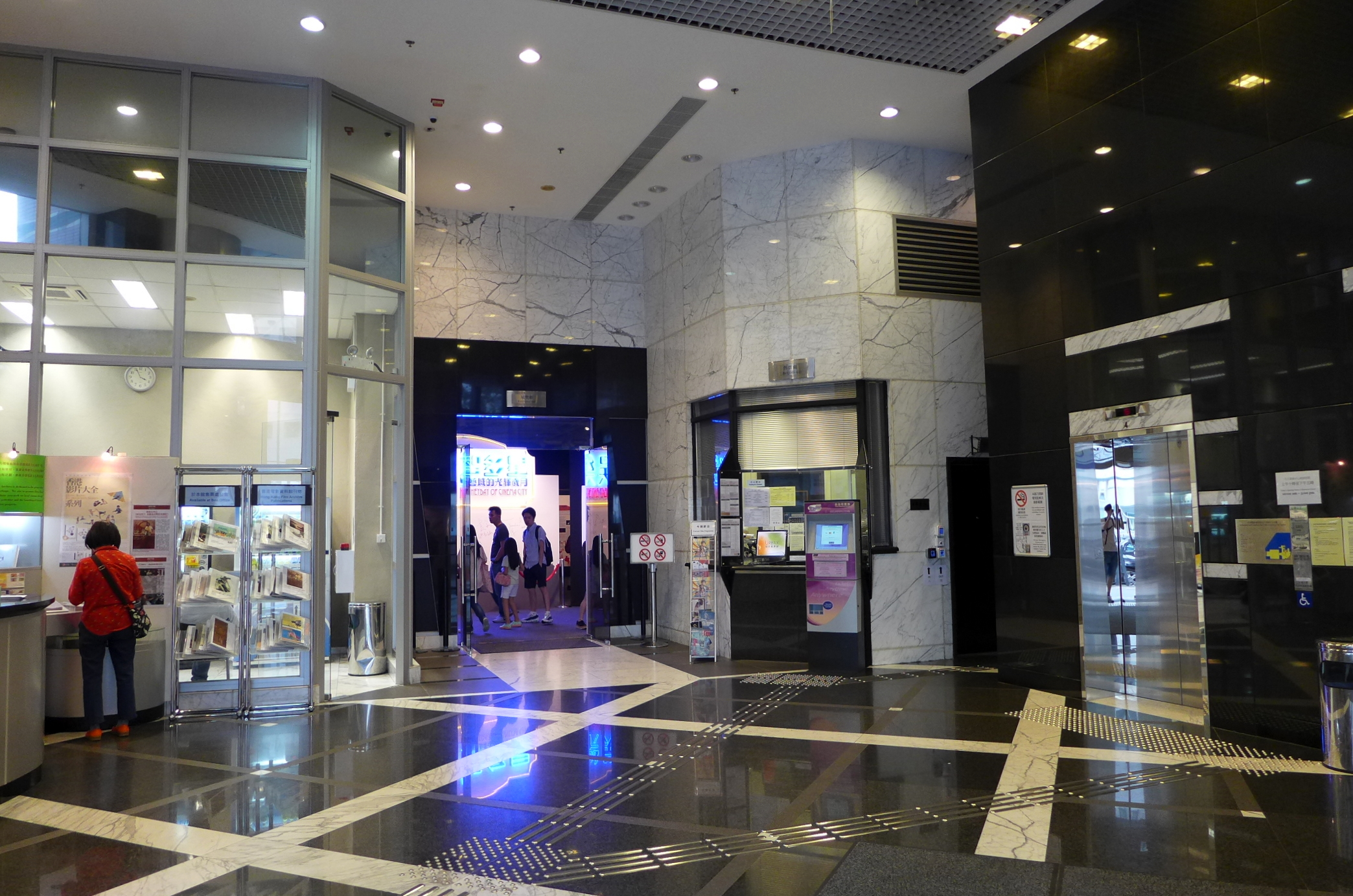
香港電影資料館大堂

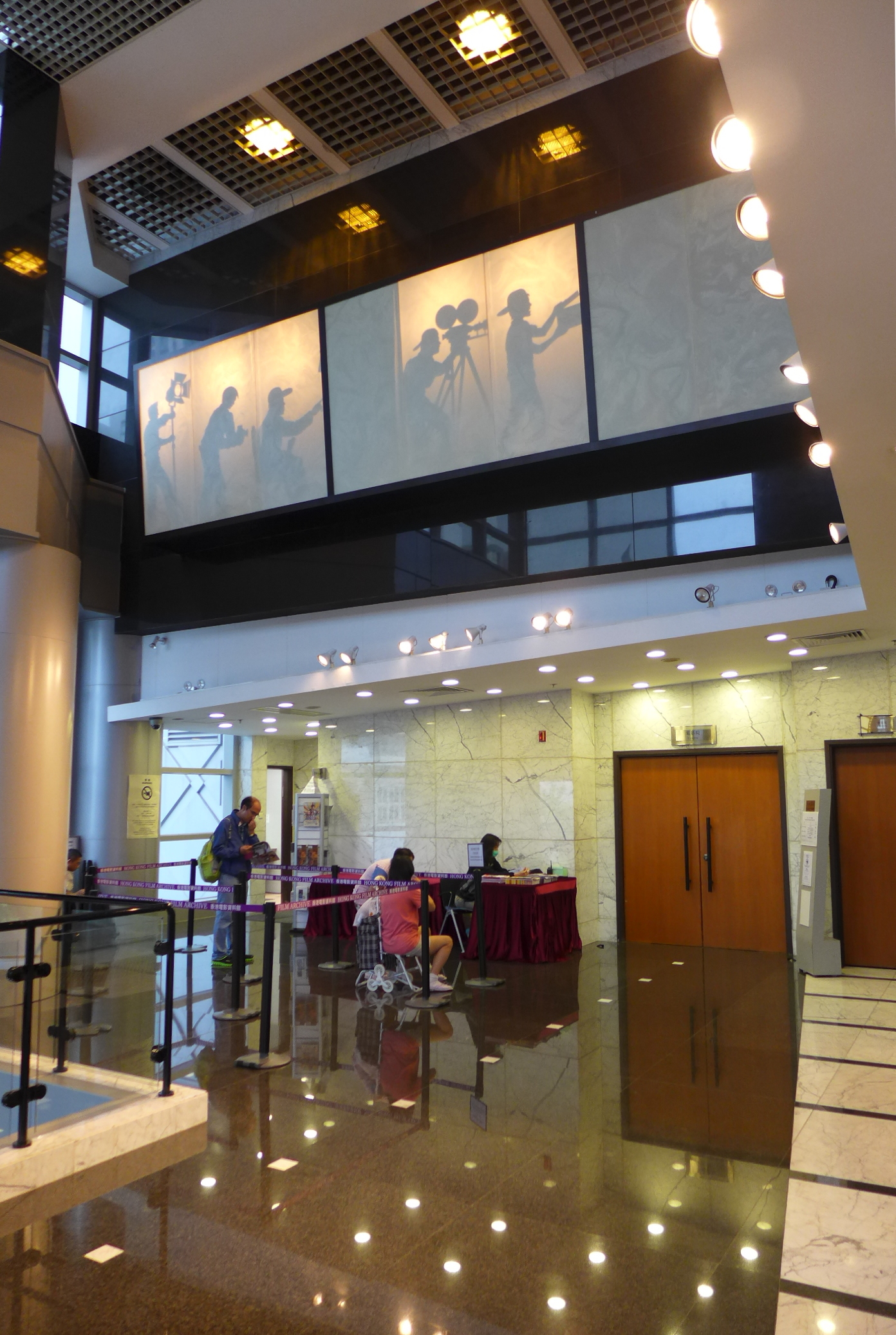
香港電影資料館電影院大堂

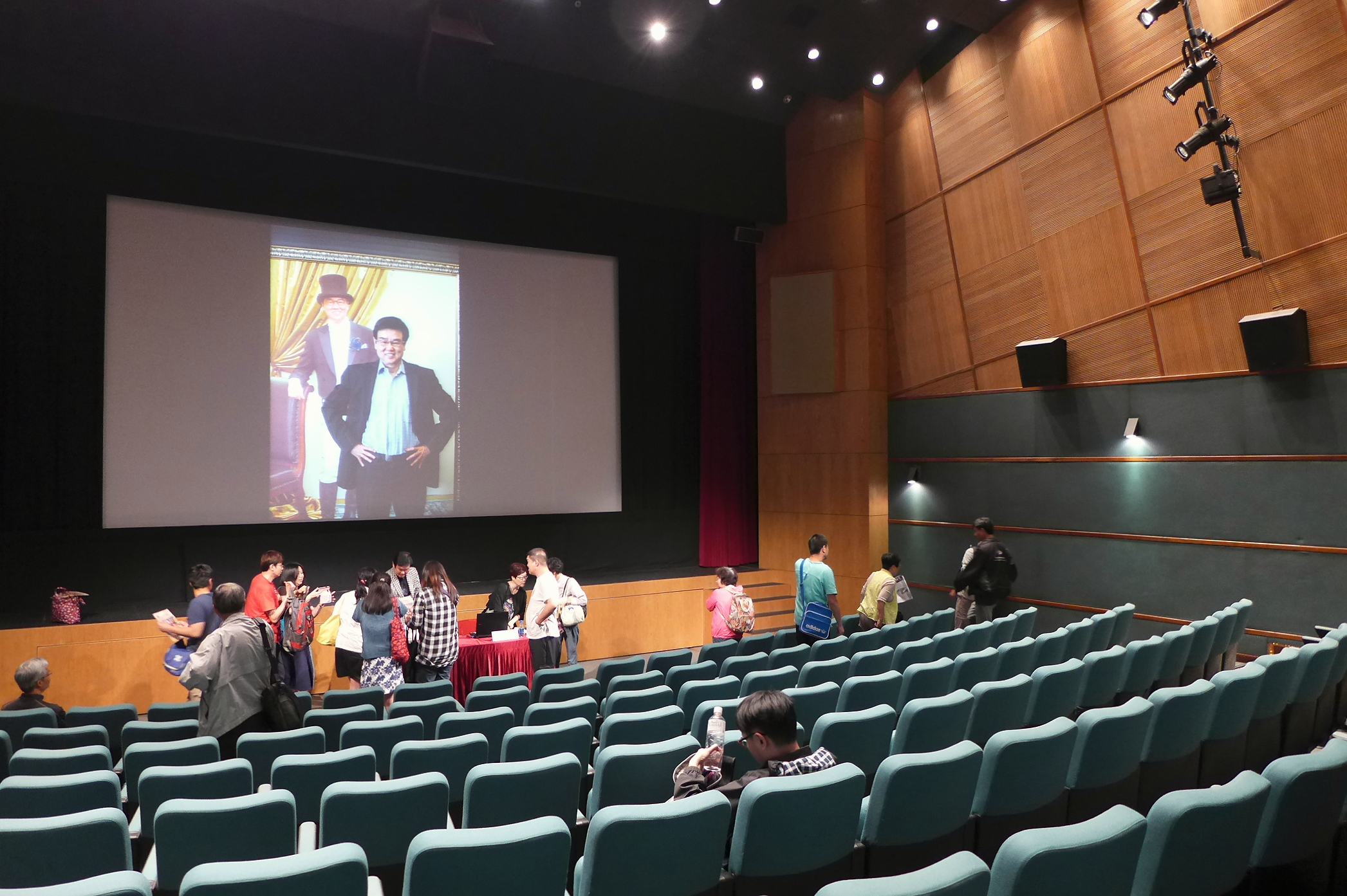
香港電影資料館電影院

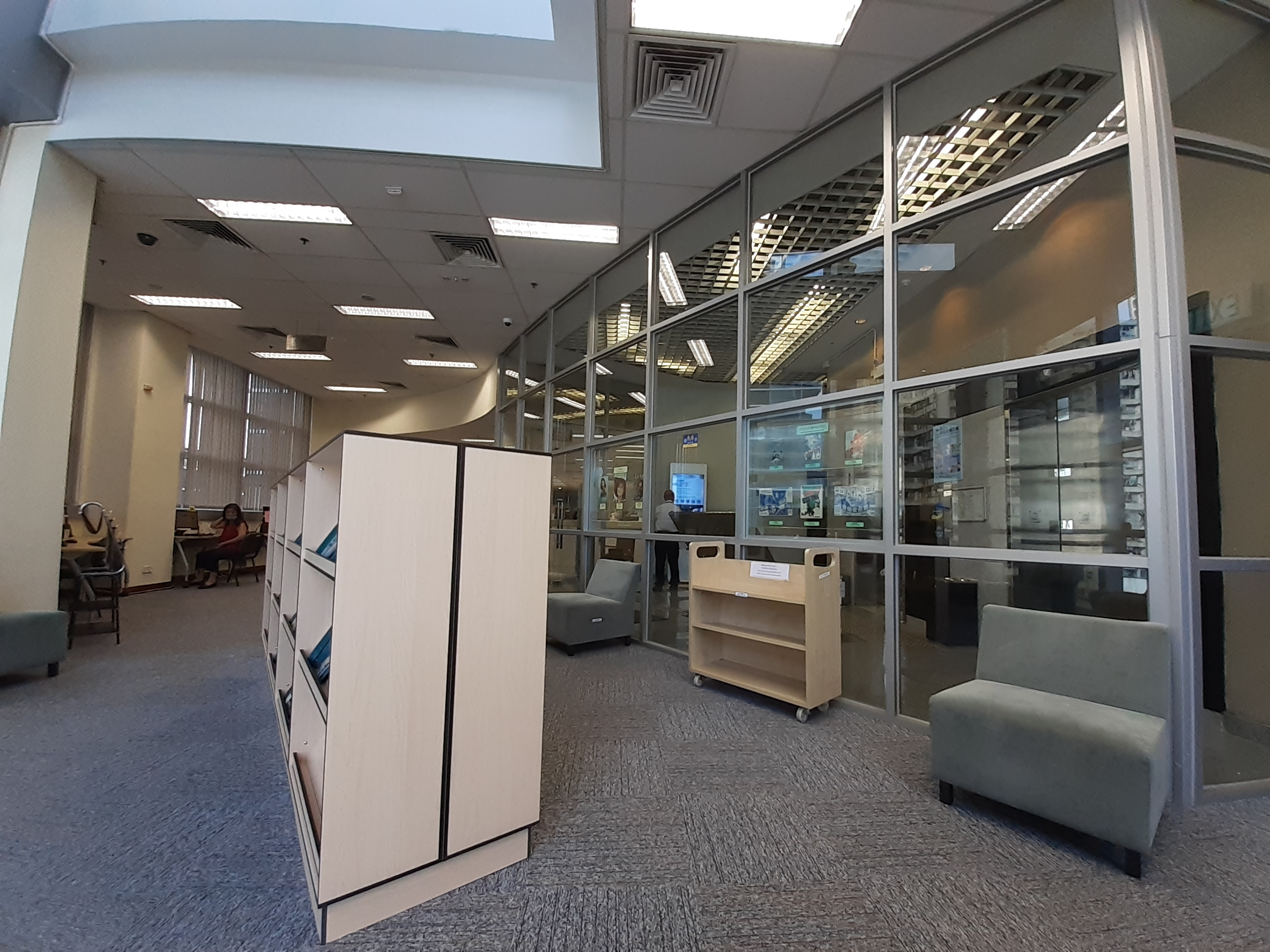
館內圖書館一角

香港電影資料館（英語：Hong Kong Film Archive）位於香港島西灣河鯉景道50號，樓高5層，總樓面面積7,200平方米，是保存、修復及展覽香港電影及相關資料的檔案資料館及博物館。資料館籌劃辦事處於1993年成立，大樓現址則於2001年1月3日啟用，由康樂及文化事務署管理。

## 歷史
早在1993年，當時的市政局已籌備興建電影資料館，開始搜集和保存香港電影拷貝及有關資料，例如海報及雜誌等。1993年成立香港電影資料館籌劃辦事處。1996年，香港電影資料館已加入成為國際電影資料館聯盟（FIAF）成員，並與各國資料館交流及分享電影保存和修復經驗。
到2000年，資料館轉由康樂及文化事務署負責管理。2001年1月落成啟用於坐落於港島西灣河海傍的永久館址，設有小型電影院、展覽廳、資源中心、冷藏片庫及修復室。

## 概況
資料館大樓分為兩部分，每層均有半邊作為藏品室。而另一半則是展覽廳和電影院，及供參考用的資源中心。
資料館為香港市民推廣香港電影藝術，並為電影工作者和研究者提供大量資料。資料館目前蒐集了12,867部影片和1,136,197項電影相關資料，收藏電影拷貝超過5600部，最早的是1898年美國愛迪生公司在香港拍攝的風光紀錄短片，館藏亦有不少香港出品的電影，如1939年蔡楚生導演的抗戰愛國名作《孤島天堂》和由著名影星胡蝶、吳楚帆主演的《南國姊妹花》等。資料館亦收藏電影的相關資料，包括：劇照、劇本、電影海報、電影原聲唱片、影片特刊和合約文件、電影獎座、道具等。豐富而珍貴的館藏令資料館被《時代雜誌》形容為香港以及亞洲最偉大的視覺藝術寶藏和25項「遊客不容錯過的亞洲體驗」之一。。
“有華人的地方就有‘港產片’（香港電影）”，多年來香港電影作爲中華文化品牌風靡全球。被譽爲“中國夢工場”、“東方好萊塢”、“東方之珠”的香港，一直以來都是兩岸三地大中華地區中的電影殿堂，香江樂土孕育出植根傳統中華文化、融匯中西的華人本土電影産業，是全球華人社會中最爲矚目的電影天堂，更築起僅次于美國、全球第二大的電影生産基地，因此香港電影一直見證香港和兩岸華語電影的發展歷程，而香港电影资料馆是两岸三地中唯一打破传统政治壁垒，全面接收保留大中华电影历史素材的电影资料博物馆，两岸三地中，唯有在香港，才能够全面重温香港電影、大陸電影和台灣電影的歷史足印。

## 修復
電影資料館致力保存香港電影文化，下轄修復組會搜集珍貴的電影菲林拷貝保管及修復影片，並接受私人收藏的捐贈和借出，與海外專業修復團隊合作，修復不少重要作品，自 2011 年起全面採用數碼技術修復影片，包括《彩色青春》（1966）、 《黃飛鴻正傳》（1949）、《黃飛鴻傳下集大結局》（1949）、《苦兒流浪記》（1960）、《天上人間》（1941）、《瘋劫》（1979）、《正德皇夜探龍鳳店》（1958）、《蝶影紅梨記》（1959）、《掙扎》（1933） 、 《忠烈圖》（1975）等。
《2019年財政預算案》中提出向香港電影資料館撥款2000萬港元將菲林電影數碼化。現時電影資料館收藏約4000套電影，設有修復組負責保存和修復影片，將往昔影像重現觀眾眼前。該館計劃未來5年將150部舊電影菲林數碼化，數碼化的電影主要來自1950、60年代，較多是僅存一份拷貝或底片，菲林狀況欠理想，冀數碼化能保存這批孤本。1958年面世的《正德皇夜探龍鳳店》的修復工作。該片由任劍輝、鳳凰女等名伶擔綱演出，是館方首部自行完成數碼重組及修復的館藏，歷時近一年。

### 失傳電影
目前香港已失傳電影有很多，當中香港首部電影《莊子試妻》就是其一，它在1913年由黎北海及黎民偉兄弟製作兼演出，暫時連電影資料館都沒有拷貝。
目前本港重要的失傳電影如下：香港最早一部賀歲片《花開富貴》（1937年）（資料來源：2019年《信報》）、「紅線女為香港所拍的電影，大部分已失傳」（資料來源：2014年《文匯報》）、香港第一部訴訟電影《荒唐鏡三戲陳夢吉》（1935年）同樣已消失（資料來源：《普普香港：閱讀香港普及文化2000~2010（一）》）。

## 開放時間

### 資料館
- 10:00-20:00，或是日電影完場後15分鐘。
- 逢星期二（公眾假期除外）及農曆年初一、二休息。
- 聖誕前夕及農曆新年除夕開放至17:00

### 票房（戲院）
- 星期一至日12:00-20:00；或是日最後一場電影開場後15分鐘
- 逢星期二休息。

### 資源中心（圖書館）
- 星期一、三至五：10:00-19:00
- 星期六：10:00-17:00
- 星期日及公眾假期：13:00-17:00
- 星期二：休息

### 展覽廳
- 適用於有展覽舉行期間
- 星期一、三至日：10:00-20:00
- 星期二：休息